# Treehouse
Treehouse é o quinto álbum de estúdio da banda americana de electronicore I See Stars, lançado em 17 de junho de 2016 pela Sumerian Records. É o primeiro álbum de estúdio sem o vocalista e tecladista Zach Johnson e o guitarrista Jimmy Gregerson, que foram convidados a deixar a banda em 2015. É também o primeiro desde o New Demons de 2013, marcando o maior período da banda sem lançar um álbum. Foi produzido por Erik Ron, Nick Scott, Taylor Larson, e David Bendeth.

## Lista de faixas
Conforme a ITunes Store
| N.º            | Título                             | Duração |  |
| 1.             | "Calm Snow"                        | 3:11    |  |
| 2.             | "Break"                            | 3:47    |  |
| 3.             | "White Lies"                       | 3:32    |  |
| 4.             | "Everyone's Safe in the Treehouse" | 4:06    |  |
| 5.             | "Running with Scissors"            | 4:22    |  |
| 6.             | "Mobbin' Out"                      | 4:55    |  |
| 7.             | "Walking on Gravestones"           | 3:50    |  |
| 8.             | "Light in the Cave"                | 3:51    |  |
| 9.             | "All In"                           | 4:22    |  |
| 10.            | "Two Hearted"                      | 4:24    |  |
| 11.            | "Portals"                          | 5:23    |  |
| 12.            | "Yellow King"                      | 4:49    |  |
| Duração total: | Duração total:                     | 50:31   |  |

## Créditos
I See Stars
- Devin Oliver – vocais
- Brent Allen – guitarras
- Jeff Valentine – baixo
- Andrew Oliver – teclados, sintetizadores, sequenciador, programação

Músicos adicionais
- Lucas Holland – bateria, percussão
- Nick Scott - produção, guitarra, programação, mixagem e masterização

Pessoal técnico
- Erik Ron - produção, mixagem e masterização
- David Bendeth - produção
- Taylor Larson - mixagem e masterização

## Paradas
| Parada (2016)                         | Melhor posição |
| ------------------------------------- | -------------- |
| Australian Albuns (ARIA)              | 78             |
| New Zealand Heatseekers Álbuns (RMNZ) | 9              |